# Lew Belfortu
Lew Belfortu (fr. Lion de Belfort) – monumentalna rzeźba przedstawiająca leżącego lwa, zlokalizowana w mieście Belfort, we wschodniej Francji. Wykuta w latach 1875–1880, jej autorem jest Frédéric-Auguste Bartholdi.
Jest to największa kamienna rzeźba na terenie Francji; mierzy 22 m długości i 11 m wysokości. Umiejscowiona została na górującym nad miastem wzniesieniu, u podnóża belforckiej cytadeli. Wykuta w blokach różowego piaskowca, pochodzącego z pobliskich Wogezów. Tło dla rzeźby stanowi skała wapienna. Poszczególne bloki były indywidualnie rzeźbione, po czym przewiezione w docelowe miejsce i tam złożone w całość.

## Historia
Pomnik upamiętnia obrońców Belfortu podczas trwającego 103 dni oblężenia w czasie wojny francusko-pruskiej (1870–1871). Obrońcy, pod dowództwem Aristide′a Denferta-Rochereau, poddali twierdzę dopiero po podpisaniu rozejmu przez rząd francuski w lutym 1871 roku. Ich opór był nadzwyczajny w kontekście serii porażek poniesionych przez wojska francuskie podczas tejże wojny. Przyczynił się do zachowania miasta Belfort i jego okolic (Territoire de Belfort) w granicach Francji po podpisaniu traktatu pokojowego we Frankfurcie, podczas gdy pozostała część Alzacji (Belfort był historycznie jej częścią) odstąpiona została Niemcom.
Bartholdi, który sam uczestniczył w działaniach wojennych, otrzymał propozycję stworzenia pomnika od mera Belfortu w 1872 roku. Według wstępnych propozycji pomnik miał stanąć na cmentarzu wojennym na peryferiach miasta. Bartholdi nalegał jednak na ulokowanie rzeźby w miejscu centralnym, dobrze widocznym, takim które sprawi, że będzie ona szeroko kojarzona z miastem. Opracowana przez niego sylwetka lwa miała symbolizować nieugiętość, opór i męstwo. Według autora pomnik miał nie tyle upamiętniać zwycięstwo czy porażkę, co gloryfikować szlachetne zmagania. Zwierzę emanuje nie agresją, lecz spokojną siłą. Inspiracją dla Bartholdiego były rzeźby sfinksów, które widział podczas podróży do Egiptu odbytej w latach 1855–1856. Pod przednią łapą lwa znajduje się przełamana strzała, symbol powstrzymanego natarcia pruskiego.
Równolegle do Lwa Belfortu Bartholdi pracował nad swoim najsłynniejszym dziełem – nowojorską Statuą Wolności, której wstępny model wykonał w 1870 roku, a której odsłonięcie nastąpiło w 1886 roku.
Lew Belfortu uznany został za zabytek (monument historique) w 1931 roku.

## Repliki
Miedziana replika pomnika w skali 1:3 znajduje się w Paryżu, na place Denfert-Rochereau. Do jej odlewu wykorzystano gipsowy model rzeźby zaprezentowany przez Bartholdiego podczas wystawy światowej w 1878 roku, zakupiony w tym celu przez władze miasta. Rzeźba została odsłonięta w tym samym roku, co pomnik w Belforcie (1880).
Mniejsza replika, w skali 1:10, znajduje się w Montrealu, na Dorchester Square. Wykonana z granitu, jej twórcą był George William Hill. Jej odsłonięcie miało miejsce w 1897 roku, z okazji 60. rocznicy objęcia tronu przez królową Wiktorię. Rzeźba miała symbolizować potęgę imperium brytyjskiego oraz ochronę jaką roztacza ono nad Kanadą (wówczas będącą dominium brytyjskim).

## Galeria

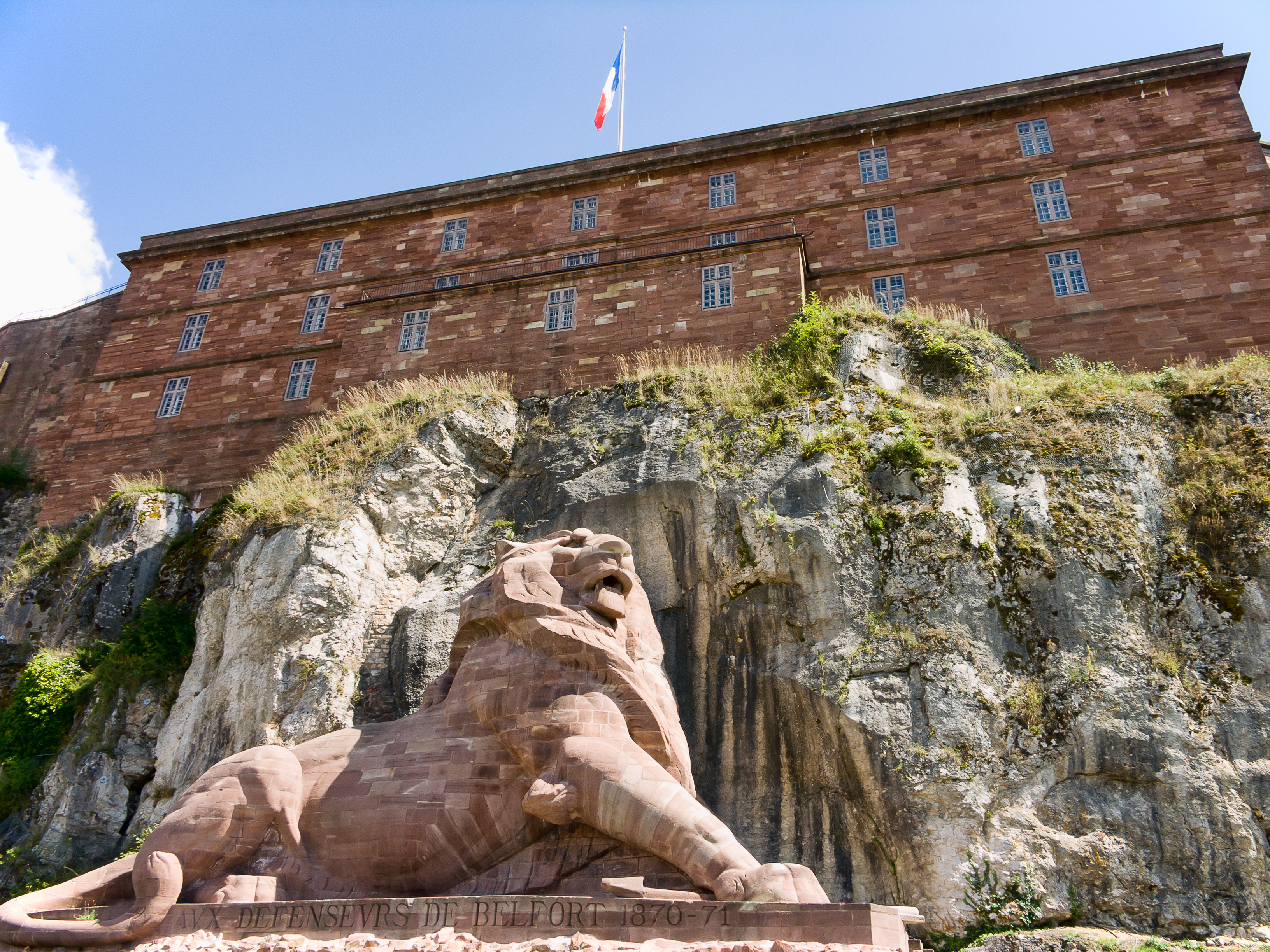
Lew Belfortu i górująca nad nim cytadela
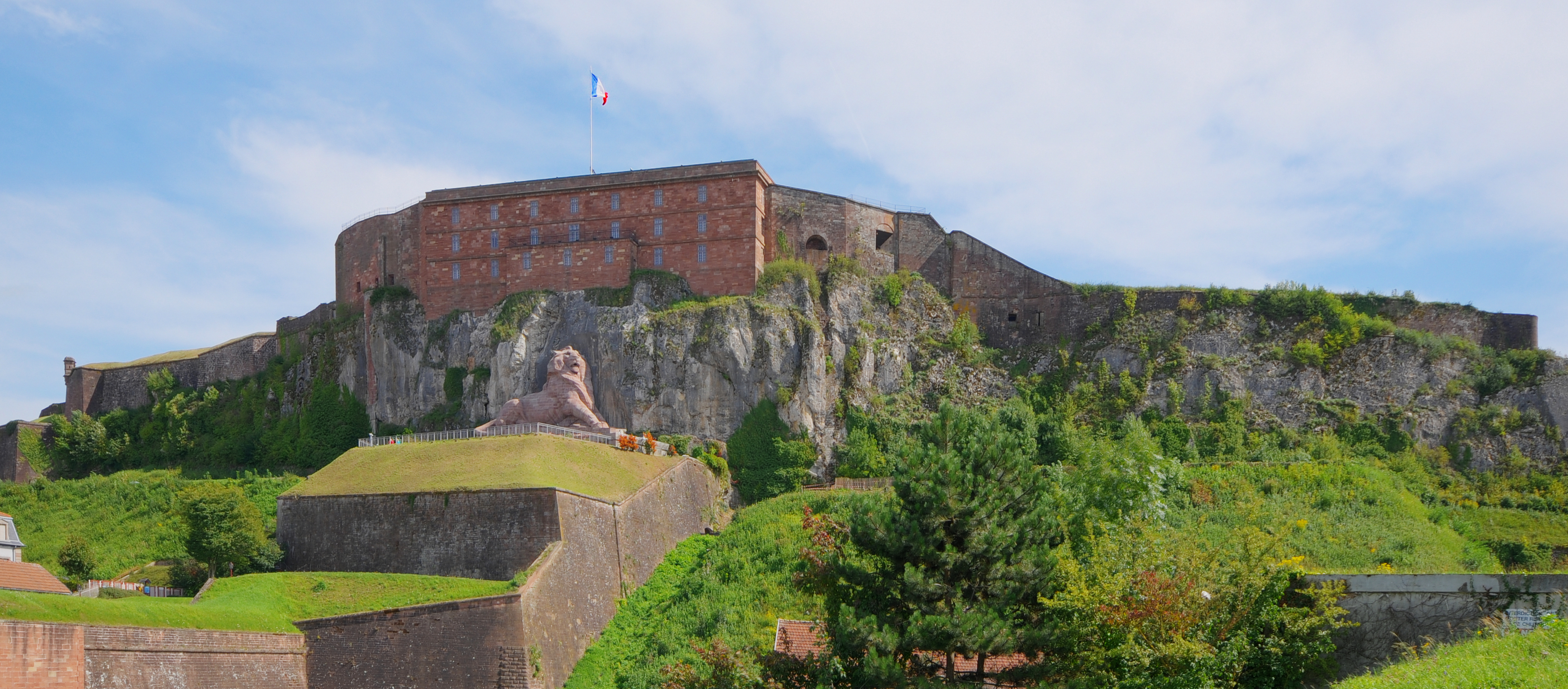
Cytadela i Lew Belfortu widziane z daleka
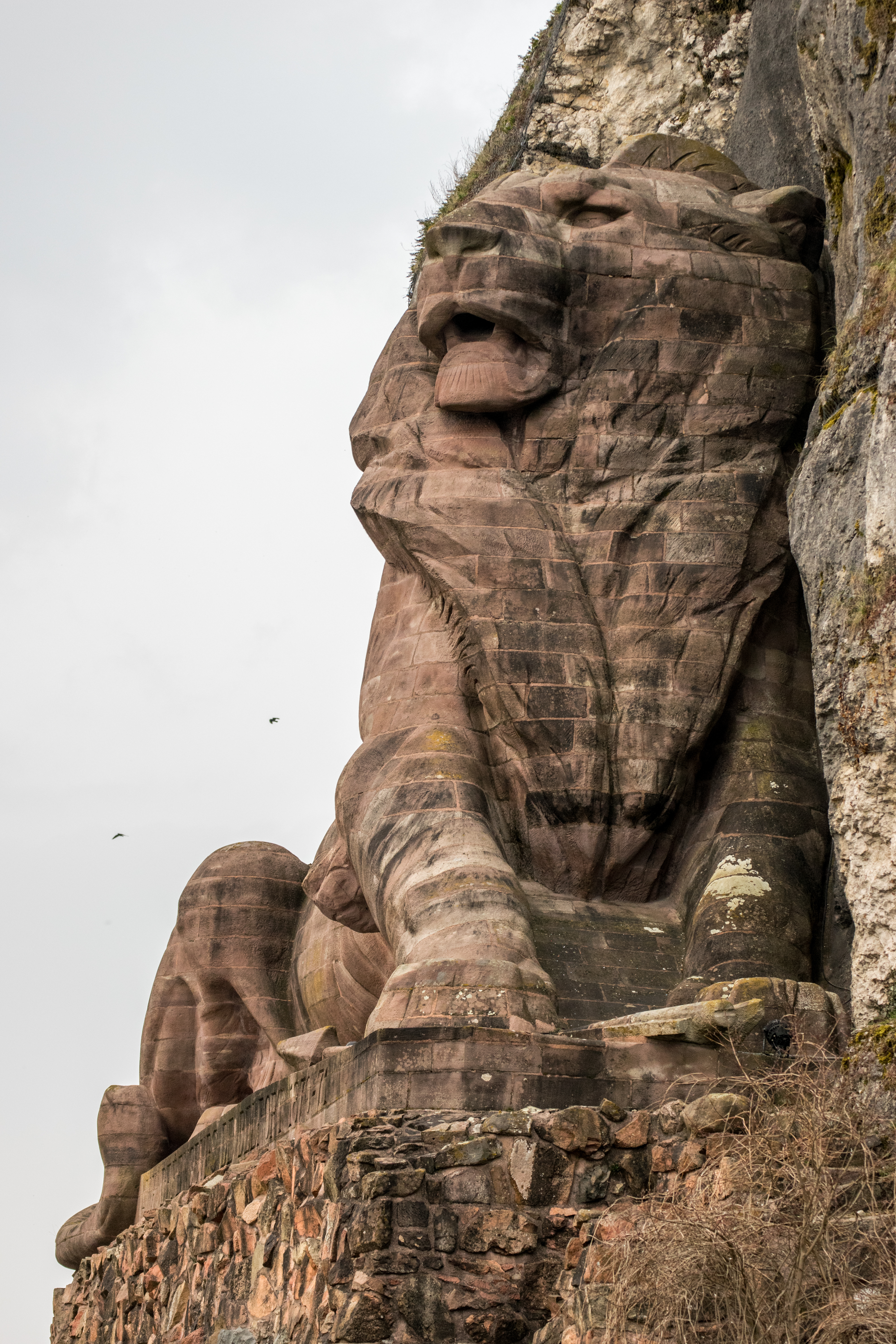
Lew Belfortu widziany od przodu
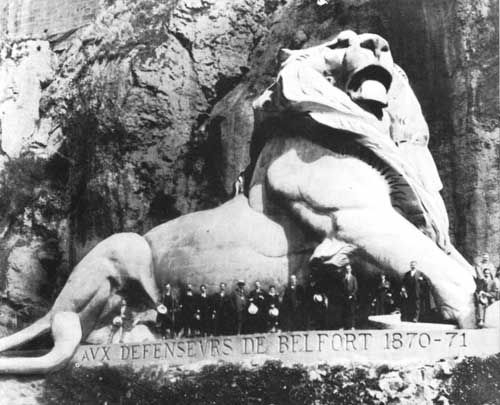
Historyczne zdjęcie ukazujące grupę ludzi stojących u stóp lwa